# Виктор Чанов (р. 1959)
Виктор Чанов (на украински: Вiктор Чанов; на руски: Виктор Чанов) е съветски и украински футболист и треньор. Майстор на спорта от международна класа (1980). Почетен майстор на спорта на СССР (1986).

## Кариера
Син е на вратаря Виктор Гаврилович Чанов, по-малък брат на съветския футболист и руски треньор Вячеслав Чанов.
Той започва кариерата си в Шахтьор Донецк, a по-голямата част прекарва в Динамо Киев. Един от най-добрите вратари на СССР през 1980-те години. Участник на 3 Световни първенства – 1982, 1986 и 1990 и на едно Европейско първенство – 1988.
Умира на 8 февруари 2017 г. Официалната причина за смъртта не е обявена. Снахата на Чанов отрича информацията, която се появява по-рано за нападение срещу него. Бившият съотборник на Чанов, Олег Кузнецов заявява, че причината за смъртта е битова травма. На 9 февруари 2017 г. Националната полиция на Украйна докладва за извършването на съдебно-медицинска експертиза в рамките на наказателното производство по чл. 115 от Наказателния кодекс на Украйна (умишлено убийство), за да установи причините за смъртта на Чанов.
Той е погребан на 11 февруари 2017 г. в гробището Байковой в Киев.

## Отличия

### Отборни
Динамо (Киев)
- Съветска Висша лига:
  -  Шампион (3): 1985, 1986, 1990

- Купа на СССР по футбол:
  -  Носител (4): 1982, 1985, 1987, 1990

- Купа на носителите на купи:
  - Носител (1): 1986

 Шахтьор (Донецк)
- Купа на СССР по футбол:
  -  Носител (1): 1980

 Макаби (Хайфа)
- Висша лига на Израел:
  -  Шампион (1):1990/91

- Купа на Израел:
  -  Носител (2): 1991, 1993